# کوی ونهوا
کوی ونهوا (انگلیسی: Cui Wenhua؛ زادهٔ ۲۸ ژانویهٔ ۱۹۷۴) وزنه‌بردار اهل چین بود.
وی در مسابقات کشوری و بین‌المللی در مجموع برندهٔ ۱ مدال طلا، ۲ مدال نقره شده‌است.